# Anapis amazonas
Espèce
Anapis amazonas est une espèce d'araignées aranéomorphes de la famille des Anapidae.

## Distribution
Cette espèce est endémique du département d'Amazonas en Colombie,. Elle se rencontre vers Leticia.

## Description
Le mâle holotype mesure 0,90 mm et la femelle paratype 0,83 mm.

## Publication originale
- Platnick & Shadab, 1978 : A review of the spider genus Anapis (Araneae, Anapidae), with a dual cladistic analysis. American Museum Novitates, no 2663, p. 1-23 (texte intégral).